# Claro dos Poções
Claro dos Poções is een gemeente in de Braziliaanse deelstaat Minas Gerais. De gemeente telt 8.389 inwoners (schatting 2009).

## Aangrenzende gemeenten
De gemeente grenst aan Bocaiuva, Francisco Dumont, Jequitaí en Montes Claros.